# Kungliga Myntkabinettet
Kungliga Myntkabinettet (pol. Królewski Gabinet Monet) – muzeum znajdujące się w Sztokholmskej dzielnicy Gamla stan. Zgromadzono w nim monety i inne środki płatnicze.

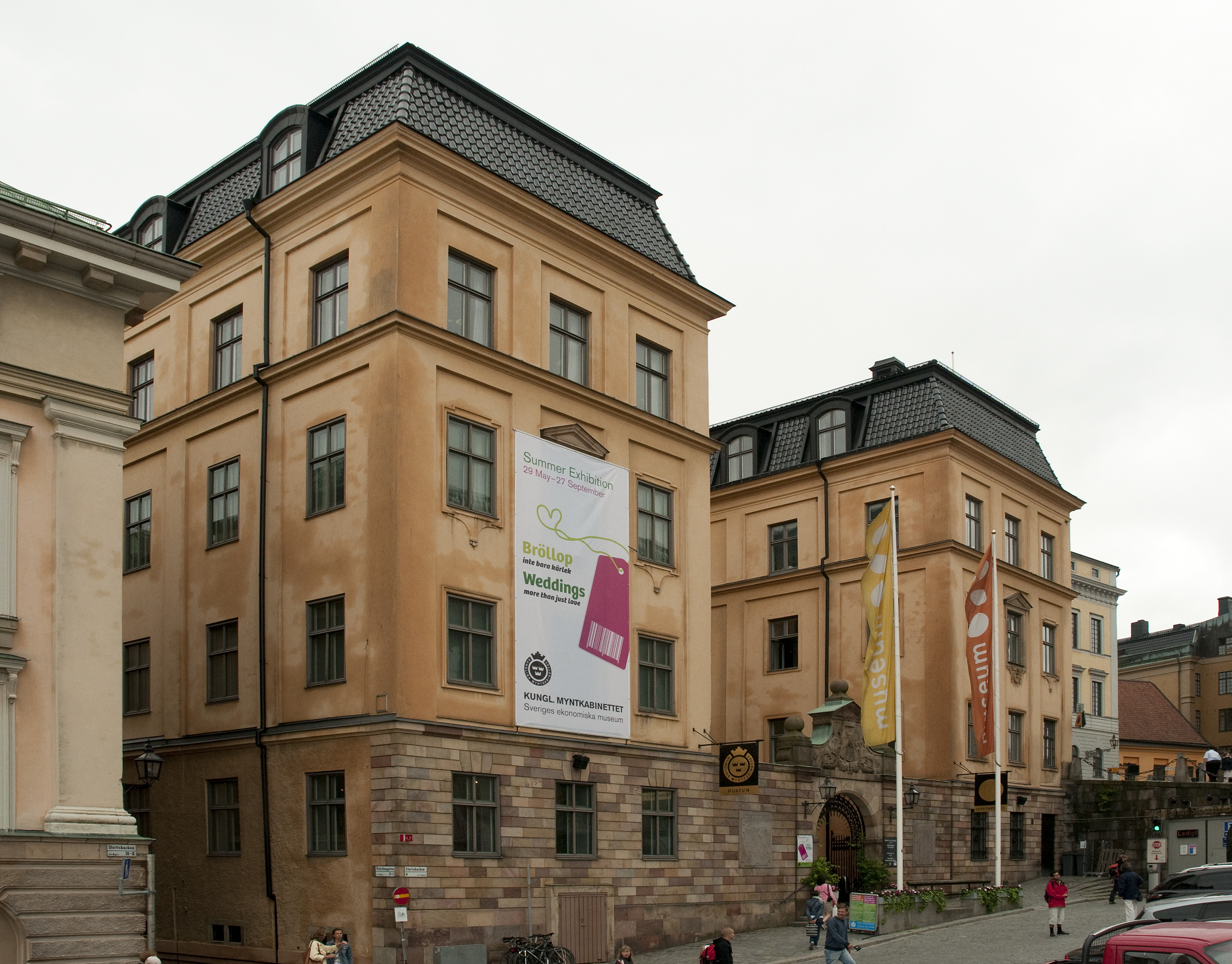
Kungliga Myntkabinettet

Muzeum prezentuje historie pieniądza od X wieku do współczesności: od muszelek, przez drachmy po karty płatnicze. W zbiorach znajduje się pierwsza moneta szwedzka wybita w końcu X wieku przez króla Olafa Skötkonunga.